# فاريل دوبز
فاريل دوبز هو مؤرخ ونقابي وسياسي أمريكي، ولد في 25 يوليو 1907 في كوين في الولايات المتحدة، وتوفي في 31 أكتوبر 1983 في بينولي في الولايات المتحدة. نشط حزبياً في الحزب الجمهوري وحزب العمال الاشتراكيين.